# Loutzviller
Loutzviller település Franciaországban, Moselle megyében. Lakosainak száma 152 fő (2022. január 1.). Loutzviller Breidenbach, Ormersviller, Schweyen és Volmunster községekkel határos.

## Népesség
A település népességének változása:
| Lakosok száma | 191  | 168  | 149  | 157  | 150  | 149  | 150  | 153  | 154  | 152  |
|               | 1968 | 1982 | 1990 | 2006 | 2013 | 2015 | 2017 | 2019 | 2020 | 2022 |